# Saint-Brès (Gard)
Saint-Brès é uma comuna francesa na região administrativa de Occitânia, no departamento de Gard. Estende-se por uma área de 11,37 km². Em 2010 a comuna tinha 661 habitantes (densidade: 58,1 hab./km²).